# Ristocetyna
Ristocetyna – antybiotyk otrzymywany z Nocardia lurida, dawniej stosowany w terapii zakażeń gronkowcowych. Obecnie nie używa się go w terapii klinicznej ze względu na toksyczność. Powoduje aglutynację płytek krwi i następowe krzepnięcie krwi. Te objawy uboczne wykorzystuje się w badaniach in vitro, na przykład do diagnozowania choroby von Willebranda czy zespołu Bernarda-Souliera. Aglutynacja płytek krwi spowodowana ristocetyną może zachodzić tylko przy obecności dużej ilości multimerów czynnika von Willebranda. Z chwilą gdy w badanej próbce nie ma wystarczającej ilości czynnika (lub receptora dla niego) nie uzyskuje się krzepnięcia.
W niektórych typach choroby von Willebranda (typ 2B oraz typ płytkowy) paradoksalnie niższy niż zwykle poziom ristocetyny wywołuje płytkową aglutynację. Jest to tłumaczone obecnością mutacji, które powodują zwiększone powinowactwo dużych multimerów czynnika von Willebranda do ich receptorów na trombocytach (łańcuchy alfa glikoproteiny Ib (GPIb)). W przypadku typu 2B vWD mutacja dotyczy bezpośrednio czynnika, a w typie płytkowym - receptora płytkowego GPIb. Zwiększona zdolność do wiązania dużych multimerów przez płytki wywołuje vWD, gdyż powstałe w ten sposób kompleksy są usuwane z krążenia. 
We wszystkich badaniach przy użyciu ristocetyny, płytki są uprzednio umieszczane w formalinie, która chroni zgromadzony w trombocytach czynnik von Willebranda przed uwolnieniem i zapoczątkowaniem aglutynacji. Dlatego aktywność kofaktora ristocetyny zależy tylko od obecności multimerów vWF obecnych w osoczu.